# Monte (Funchal)
Monte ist ein auf 600 bis 800 m ü. M. gelegener Ort mit der Kirche Nossa Senhora do Monte oberhalb der Inselhauptstadt Funchal auf der portugiesischen Insel Madeira. Monte hat 5794 Einwohner (Stand 19. April 2021).

## Verkehr
Von 1893 bis 1943 übernahm die Zahnradbahn Caminho de Ferro do Monte den Transport der Gäste von Funchal nach Monte und weiter bis Terreiro da Luta in 867 m Höhe. Diese wurde aber auf Grund mehrerer Unfälle eingestellt. Es erinnert nur mehr das Gebäude der Endstation daran. 
Heute fahren zwei Luftseilbahnen nach Monte. Eine verbindet Funchal mit Monte, die zweite Seilbahn führt zum  Botanischen Garten, dem Jardim Botânico da Madeira.

## Sehenswürdigkeiten

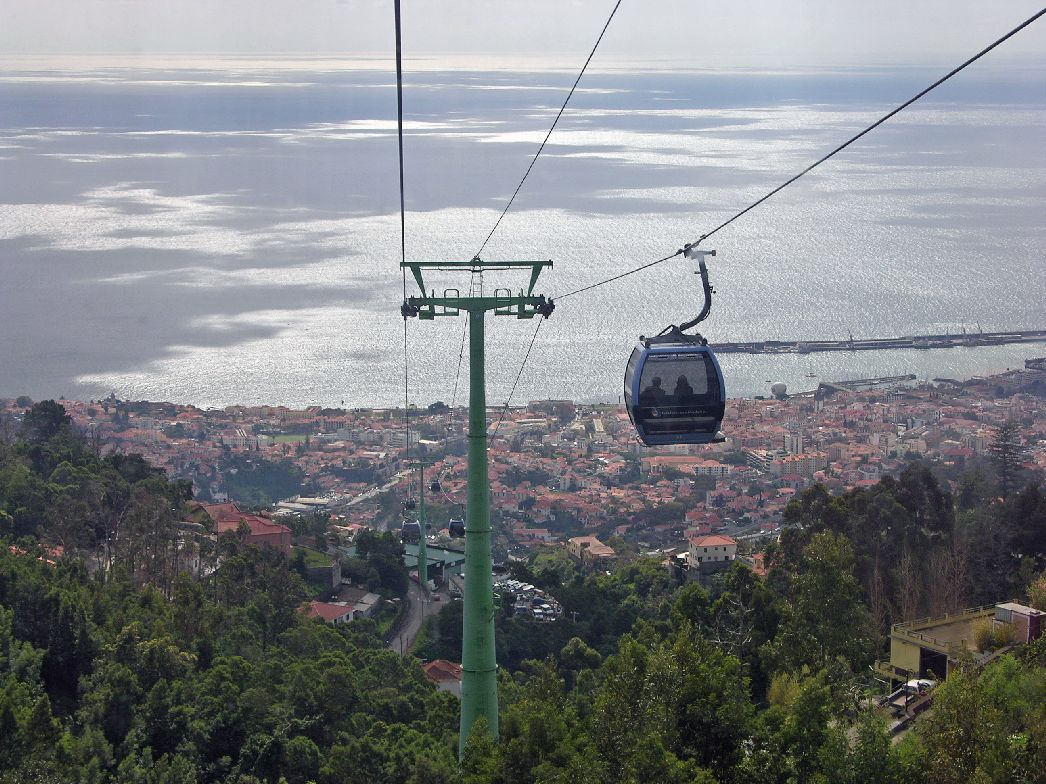
Seilbahn nach Funchal
Toboggan-Schlitten
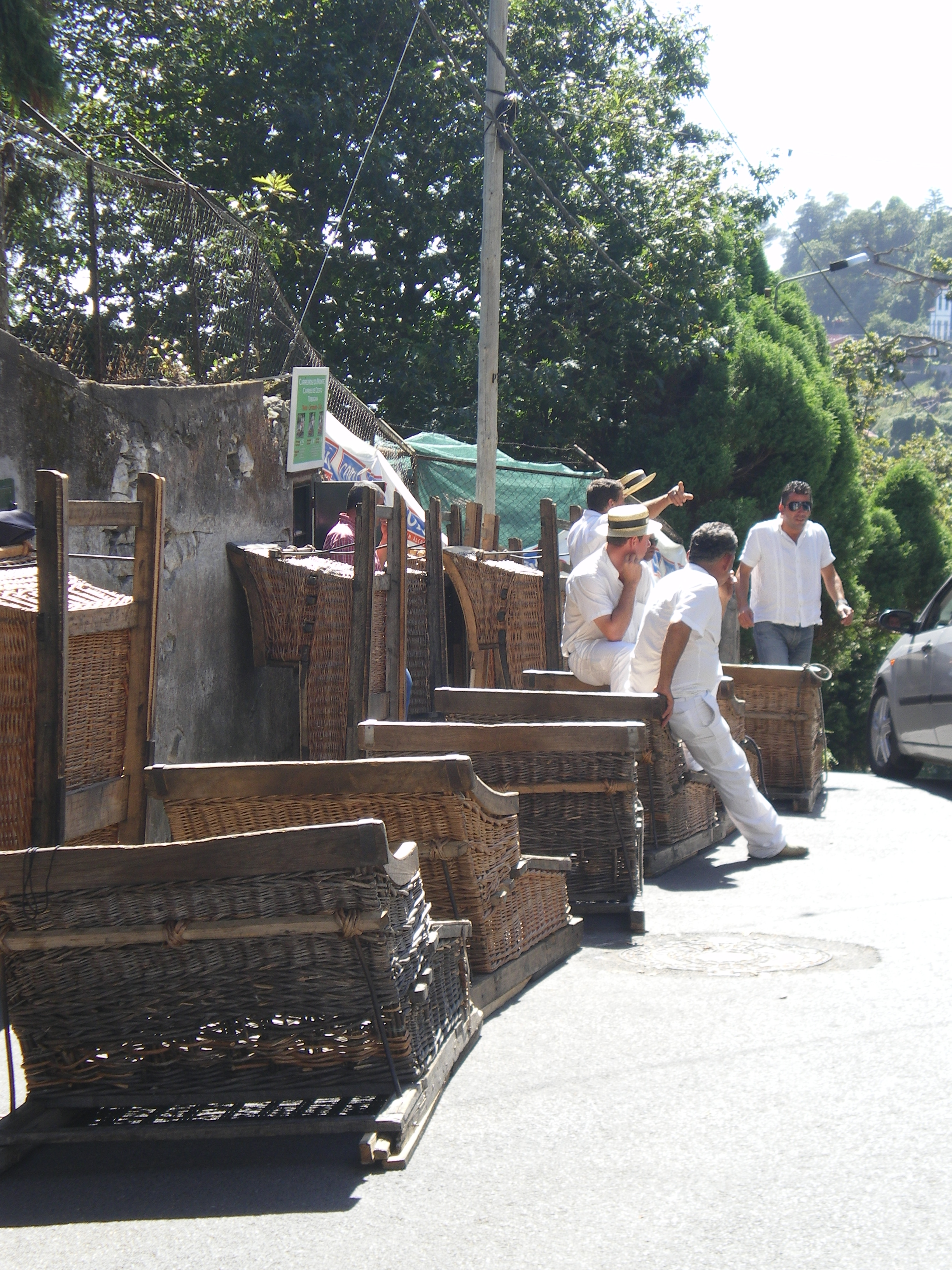
Korbschlittenfahrer warten auf Kundschaft
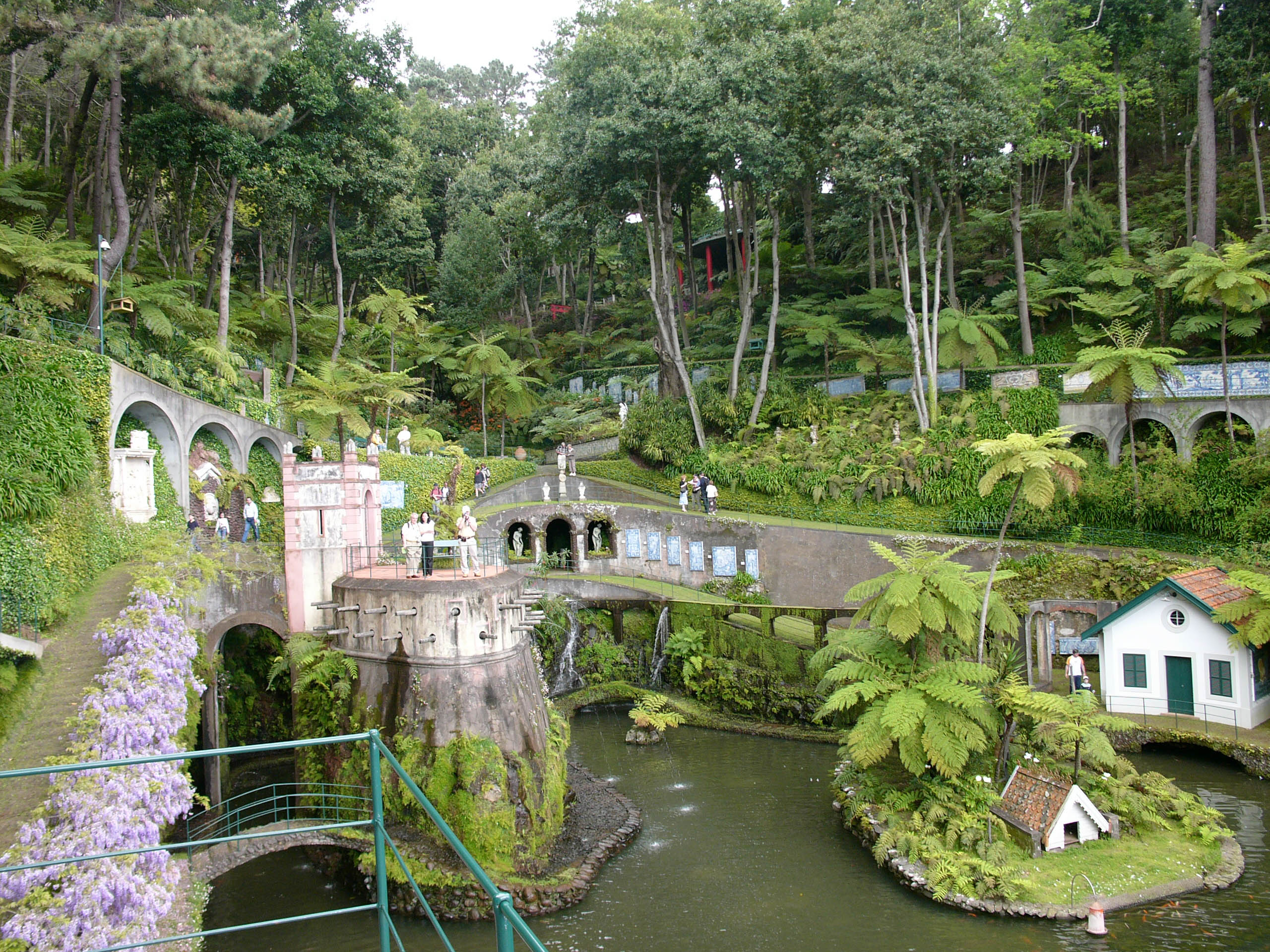
Tropischer Garten mit Azulejos

### Korbschlittenfahrten
Aufgrund des steilen Geländes kann man auf dem Rückweg mit einem Korbschlitten, dem Carro de cesto genannten Kufenschlitten, den asphaltierten Weg Caminho do Monte bis an den oberen Stadtrand von Funchal hinunterfahren. Die ursprünglich vier Kilometer lange Strecke wurde auf zwei Kilometer verkürzt, den Rest kann man zu Fuß oder per Taxi zurücklegen. Die Korbschlitten, die über keinerlei Lenkung oder Bremsen verfügen, werden von zwei in der traditionellen weißen Tracht gekleideten Schlittenlenkern gesteuert und durch Zurückhalten oder Querstellen gebremst.

### Wallfahrtskirche Nossa Senhora do Monte

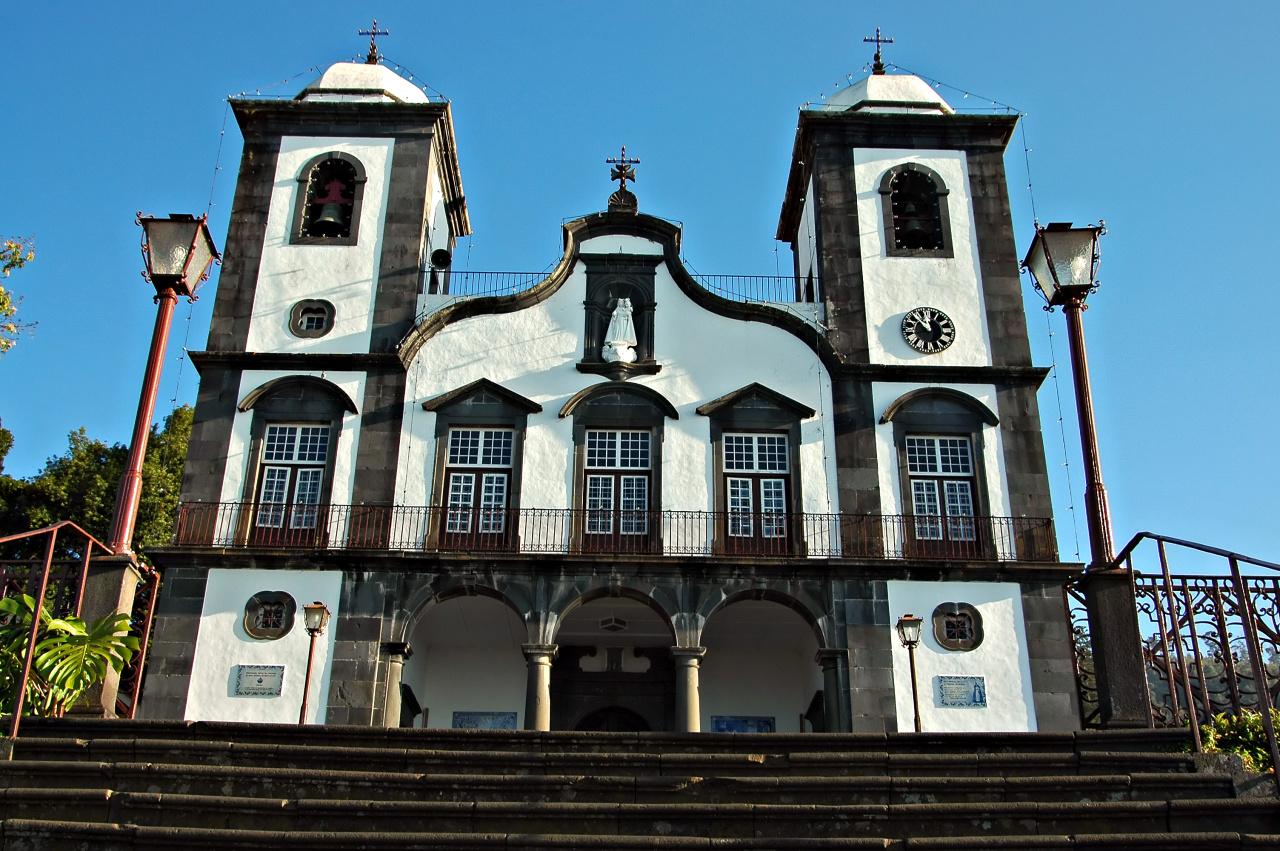
Nossa Senhora do Monte

Die Wallfahrtskirche Nossa Senhora do Monte wurde ab 1741 erbaut. Im Hochaltar der Kirche steht ein verehrtes Bild der heiligen Jungfrau. Am 15. August eines jeden Jahres findet eine große Prozession zu Ehren der Jungfrau statt.
Im linken Seitenschiff der Kirche ist der Sarg des letzten Kaisers von Österreich, Karl I., aufgebahrt. Er wurde nach dem Ersten Weltkrieg und einem fehlgeschlagenen Restaurationsversuch seiner Herrschaft in Ungarn im Jahr 1921 in die Verbannung nach Madeira geschickt, wo er bis zu seinem Tode 1922 mit seiner Familie in dem Herrenhaus Quinta Gordon oberhalb der Kirche lebte. Das Herrenhaus wurde 2016 bei einem Waldbrand zerstört, nachdem es einige Jahre zuvor restauriert worden war.
In der Nähe der Kirche befindet sich das Ausflugslokal Café Do Parque in einem Luxushotel der Jahrhundertwende.

### Tropischer Garten
Nahe der Kirche ist einer der schönsten Gärten Madeiras, der Tropische Garten Monte Palace (Jardim Tropical Monte Palace). In ihm sind auf verschlungenen Spazierwegen neben der heimischen Pflanzenwelt eine Vielzahl tropischer und subtropischer Pflanzen zu bewundern. Japanische und orientalische Gärten sowie Teiche und Brunnen werden durch Skulpturen und Azulejos (bunt bemalte Keramikfliesen) ergänzt.